# Överum
Överum is een plaats in de gemeente Västervik in het landschap Småland en de provincie Kalmar län in Zweden. De plaats heeft 1270 inwoners (2005) en een oppervlakte van 193 hectare.

## Verkeer en vervoer
Bij de plaats loopt de Riksväg 35.
De plaats heeft een station aan de spoorlijn Linköping - Västervik.